# Amalia av Sverige
Amalia Maria Charlotta, född den 22 februari 1805 i Stockholm, död den 31 augusti 1853 i Oldenburg, var en svensk prinsessa, dotter till kung Gustav IV Adolf och drottning Fredrika. 
Amalia lämnade Sverige år 1809 i exil med föräldrar och syskon och växte upp i Bruchsal i Baden. Redan som barn fick Amalia rakitis och hon förblev ogift och barnlös. Hon var mycket intresserad av kultur och musik och vän till bland andra Jenny Lind.